# Geert Verheyen
Geert Verheyen (født 10. marts 1973) er en belgisk tidligere professionel cykelrytter.